# Kesselbach (Rotbach)
Der Kesselbach ist ein Bach im Böhmerwald in Österreich und Tschechien. Er ist ein Zufluss des Rotbachs.

## Geographie
Der Bach entspringt in Österreich im Kessel, einem Tal zwischen dem Bärenstein und dem Rosstauscherberg, auf einer Höhe von 866 m ü. A. Er weist eine Länge von 2,49 km auf. Er fließt durch das Gemeindegebiet von Ulrichsberg und Aigen-Schlägl, bevor er die Staatsgrenze zu Tschechien passiert. Dort gehört er zur Gemeinde Černá v Pošumaví. Kurz nach der Grenze mündet der Kesselbach auf einer Höhe von 738 m ü. A. rechtsseitig in den Rotbach. Sein Einzugsgebiet erstreckt sich über eine Fläche von 2,23 km².

## Geschichte
Ende des 18. Jahrhunderts wurde am Kesselbach eine Schleuse für den Schwarzenbergschen Schwemmkanal angelegt.

## Umwelt
Entlang des Kesselbachs wachsen nasse Fichten-Wälder beziehungsweise Fichten-Tannen-Wälder. In Österreich ist der Bach Teil des Europaschutzgebiets Böhmerwald-Mühltäler und der Important Bird Area Böhmerwald und Mühltal. In Tschechien gehört er zum Biosphärenreservat Šumava, zum Naturreservat Pestřice und zur Important Bird Area Böhmerwald.